# Formica pyrenaea
Formica pyrenaea é uma espécie de formiga do gênero Formica, pertencente à subfamília Formicinae.